# Mixue
Mixue Ice Cream & Tea (tiếng Trung: 蜜雪冰城; Hán-Việt: Mật Tuyết Băng thành; bính âm: Mìxuě Bīngchéng) là một công ty nhượng quyền chuyên bán kem mềm và đồ uống trà từ Trịnh Châu, Hà Nam, Trung Quốc và được thành lập vào tháng 6 năm 1997. Đến năm 2025, có ít nhất 46.000 cửa hàng Mixue đã hoạt động ở Trung Quốc và ở ít nhất 12 quốc gia khác ở khu vực Châu Á - Thái Bình Dương. Công ty này hoàn toàn thuộc sở hữu của hai anh em nhà họ Trương sáng lập.
Mixue có mặt tại Indonesia từ năm 2020 với cửa hàng đầu tiên tại Cihampelas Walk, thành phố Bandung và hiện có hơn một nghìn cửa hàng trên khắp Indonesia. Sản phẩm này đã nhận được chứng nhận halal của Hội đồng Ulama Indonesia từ đầu năm 2023.

## Lịch sử
Tháng 6 năm 1997, Trương Hồng Siêu (lúc ấy là sinh viên Đại học Kinh tế và Tài chính Hà Nam) làm việc bán thời gian tại một quầy bán đồ uống lạnh để giảm bớt gánh nặng kinh tế cho gia đình. Công việc đã truyền cảm hứng cho anh tự mở doanh nghiệp của riêng mình. Anh vay tiền bà ngoại để mở một cửa hàng đá bào ở quê nhà Trịnh Châu, Hà Nam. Tại cửa hàng, anh bán nhiều hương vị đá bào, kem, sinh tố trái cây, rồi bán cả trà sữa trân châu. Nghiệp kinh doanh của anh gặp nhiều trở ngại cho đến khi anh quyết định đóng cửa cửa hàng đầu tiên của mình. Năm 1999, anh lại mở cửa hàng đồ uống thứ hai lấy tên là Mìxuě Bīngchéng (Hán-Việt: Mật Tuyết Băng thành) có nghĩa là "cung điện băng được xây bằng tuyết ngọt".
Hoạt động kinh doanh của Mixue tập trung vào các sản phẩm kem bắt nguồn từ sự phát triển mạnh mẽ của kem ốc quế mềm ở Trịnh Châu từ năm 2006. Giá kem ngày càng tăng do sự phổ biến của loại kem này đã khiến Trương phải cải tiến công thức làm kem để có thể bán chúng với giá thấp hơn 20% so với các sản phẩm tương tự. Thành công trong việc bán kem làm anh quyết định bắt đầu kinh doanh nhượng quyền vào năm 2008. Kể từ thập niên 2010, Mixue đã được thành lập dưới hình thức một công ty độc lập bằng cách mở rộng các nhượng quyền sang các khu vực khác trên khắp Trung Quốc. Mixue cũng điều hành các trung tâm nghiên cứu và phát triển kem ở các khu vực khác của Hà Nam. Công ty cũng đang xây dựng trung tâm kho bãi và hậu cần để chi phí phát sinh trong chuỗi sản xuất ở mức thấp nhất có thể.
Năm 2022, Mixue Bingcheng Co., Ltd. có kế hoạch bắt đầu phát hành công khai cổ phiếu lần đầu trên Sở Giao dịch Chứng khoán Thâm Quyến.

## Địa điểm
Tính đến tháng 3 năm 2022, ít nhất 21.000 cửa hàng Mixue đã hoạt động tại hơn 11 quốc gia châu Á. Phần lớn trong số đó đến từ hàng chục nghìn cửa hàng đang hoạt động ở Trung Quốc, cộng với hàng nghìn cửa hàng khác đã mở từ những năm 2020 ở một số quốc gia Đông Nam Á.
Mixue bắt đầu mở rộng kinh doanh ra nước ngoài tại Việt Nam vào năm 2018, với cửa hàng đầu tiên đặt tại thủ đô Hà Nội. Tính đến năm 2022, ít nhất 350 cửa hàng Mixue đang hoạt động tại Việt Nam.
Tại Indonesia, Mixue (thông qua PT Zhisheng Pacific Trading) đã khai trương cửa hàng đầu tiên tại trung tâm mua sắm Cihampelas Walk vào tháng 3 năm 2020 và tiếp tục mở rộng thông qua kế hoạch nhượng quyền kinh doanh ở các khu vực khác trên đảo Java, Sumatra, Borneo, Sulawesi và Quần đảo Sunda Nhỏ tính đến năm 2022. Ước tính của trang phân tích kinh doanh Momentum Works Asia, ít nhất 317 cửa hàng Mixue đã hoạt động tại quốc gia này vào tháng 3 năm 2022.
Mixue cũng mở hàng trăm cửa hàng tại các nước Đông Nam Á khác như Malaysia, Singapore, Thái Lan, Campuchia, Lào và Myanmar. Cuối năm 2022, Mixue bắt đầu hoạt động kinh doanh tại Hàn Quốc và Nhật Bản. Kể từ tháng 2 năm 2023, Mixue đã mở chi nhánh đầu tiên tại Úc, cụ thể là ở Sydney.

## Tiếp thị

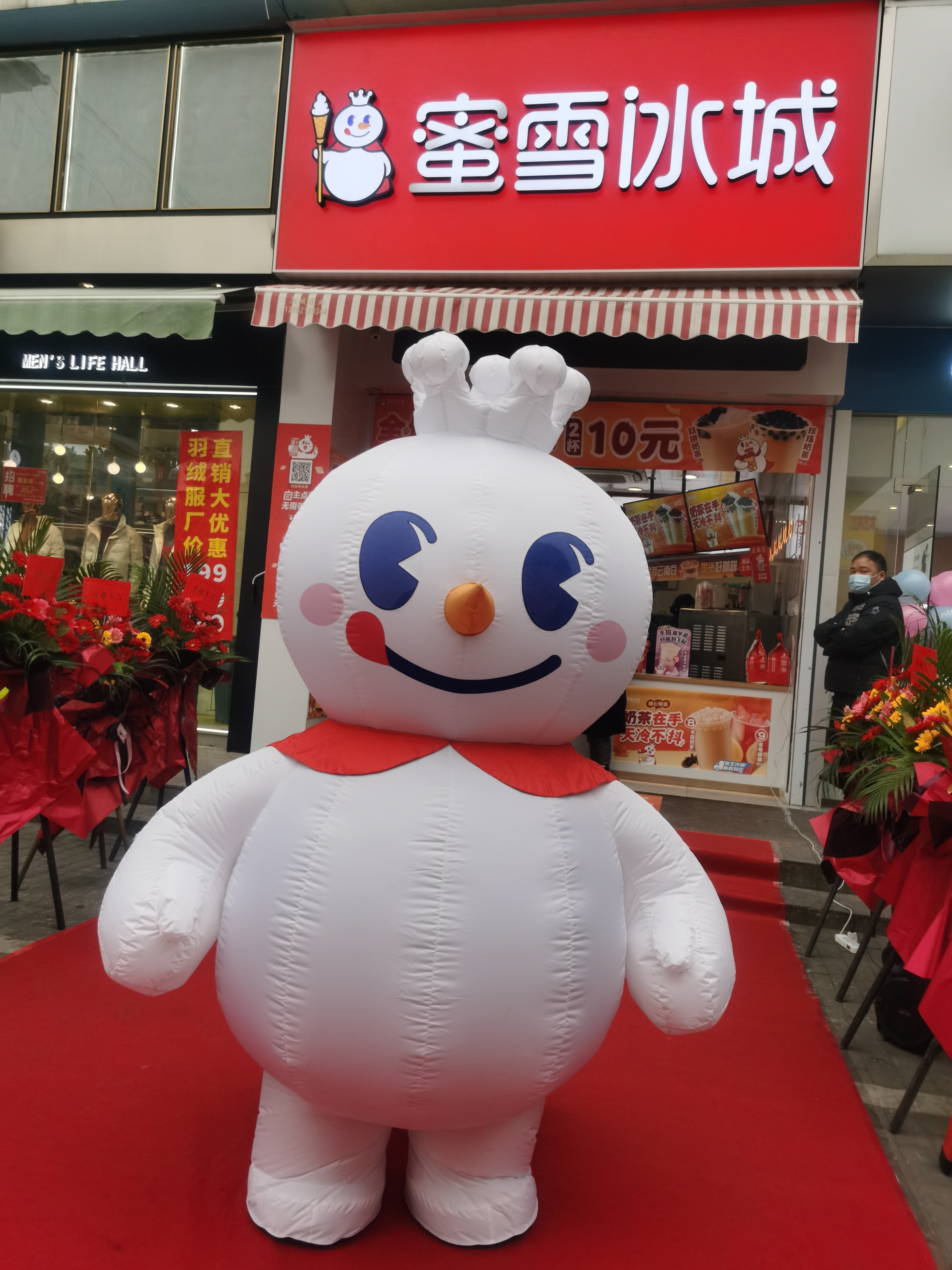
Linh vật "Tuyết vương" (雪王) của Mixue

Sau khi làm mới thương hiệu (rebrading) vào năm 2018, Mixue đã giới thiệu một linh vật có tên là "Tuyết vương" (tiếng Trung: 雪王) có hình người tuyết đội vương miện, áo choàng đỏ và cầm que kem. Linh vật này nhằm tô điểm cho phần trang trí bên ngoài và bên trong mỗi cửa hàng Mixue. "Tuyết vương" cũng được dùng làm quà lưu niệm được bày bán ở mọi cửa hàng.
Năm 2021, Mixue phát hành video âm nhạc cho bài hát "I Love You, You Love Me" như một phần của chiến dịch quảng cáo Mixue. Bài hát dùng giai điệu ca khúc dân ca "Oh! Susanna" của nhạc sĩ người Mỹ Stephen Foster vào thế kỷ 19.

## Tranh cãi

### Độ sạch của các cửa hàng Mixue ở Trung Quốc
Tháng 5 năm 2021, truyền thông địa phương đưa tin rằng đã có hành vi thao túng hạn sử dụng nguyên liệu sản xuất tại ba cửa hàng Mixue ở Trịnh Châu, Tế Nam và Vũ Hán. Báo chí cũng đưa tin có vụ vi phạm an toàn thực phẩm do sử dụng nguyên liệu dạng lỏng từ sản phẩm thừa của ngày hôm trước. Sau đó Mixue đưa ra xin lỗi về vụ việc và ra lệnh cho quản lý cửa hàng ngừng hoạt động để chính quyền kiểm tra. Tại Trịnh Châu, 35 cửa hàng phải được đánh giá, 3 cửa hàng tạm thời đóng cửa và 9 cửa hàng bị xử phạt hành chính. Tại quận Trầm Khâu, trong số 20 cửa hàng Mixue được kiểm tra, 14 cửa hàng gặp vấn đề như giờ hoạt động giả và điều kiện vệ sinh không đạt chuẩn. Tại Trương Gia Cảng, có 7 cửa hàng Mixue có giờ hoạt động không chuẩn và một trong số các cửa hàng bị nghi ngờ thao túng hạn sử dụng nguyên liệu thô.
Tháng 8 năm 2022, một phụ nữ ở Trịnh Châu chia sẻ rằng cô đã tìm thấy một số côn trùng và trứng khi uống các sản phẩm trà có hương vị mà Mixue bán. Sau đó nhóm của Mixue phản hồi những phát hiện của người phụ nữ.

### Chứng nhận halal của Mixue ở Indonesia
Tính halal của các sản phẩm Mixue ở Indonesia được đảm bảo sau khi LPPOM MUI ban hành nghị định về nguyên liệu và độ tinh khiết halal của quy trình sản xuất vào tháng 2 năm 2023.
Trước đây, người dân Indonesia đã đặt câu hỏi về việc thiếu chứng nhận halal trong các sản phẩm do Mixue bán ra. Theo PT Zhisheng Pacific Trading (đơn vị đưa Mixue đến Indonesia kể từ năm 2021), Mixue đã thực hiện quy trình chứng nhận halal nên người tiêu dùng không phải lo lắng khi mua sản phẩm này. Tuy nhiên, quy trình này bị hạn chế bởi khâu tư vấn halal phải được thực hiện trước tại nước xuất xứ do 90% nguyên liệu được nhập khẩu, nguồn nguyên liệu không tập trung hoàn toàn ở một vùng, đại dịch Covid-19 và phong toả ở Trung Quốc đã làm chậm trễ quá trình xử lý. Để trả lời vấn đề này, Cơ quan tổ chức an toàn sản phẩm halal thuộc Bộ Tôn giáo Indonesia đã yêu cầu Mixue không dán logo halal trước khi chứng nhận halal được cấp.

### An toàn thực phẩm
Vào tháng 12 năm 2022, các nhà báo của Báo Bắc Kinh đã bất ngờ kiểm tra hai cửa hàng ở Nam Kinh, tỉnh Giang Tô, nơi họ phát hiện nhiều vấn đề như sử dụng nguyên liệu bỏ đi, cắt xén nguyên liệu và không ký hợp đồng lao động, tờ báo đưa tin vào tháng 3 năm 2023. Tính đến ngày 14 tháng 3 năm 2023, chỉ riêng trên Nền tảng Khiếu nại Mèo đen đã ghi nhận 4.435 khiếu nại, chủ yếu liên quan đến vấn đề an toàn thực phẩm.

### Sử dụng lao động trẻ em trái phép
Vào ngày 2 tháng 4 năm 2022, cửa hàng đồ uống Mixue ở huyện Thiên Thai đã bị Cục thực thi hành chính tổng hợp địa phương phạt 12.500 nhân dân tệ vì sử dụng lao động trẻ em trái phép. Trong tháng 7 cùng năm, cửa hàng đồ uống Mixue ở huyện Liaocheng Chiping bị phạt 5.000 nhân dân tệ vì sử dụng lao động trẻ em trái phép.
Vào tháng 4 năm 2023, Cửa hàng đồ uống Mixue đường Zhongdian và Mixue ở quận Dongan, Mẫu Đơn Giang đã bị phạt 5.000 nhân dân tệ vì sử dụng lao động trẻ em trái phép trong 7 ngày.